# Amina Betiche
Amina Betiche (ur. 14 grudnia 1987) – algierska lekkoatletka specjalizująca się w biegach średnich i długich.
W 2009 i 2011 startowała na letnich uniwersjadach. Dwukrotna brązowa medalistka mistrzostw panarabskich (2011). W 2013 zdobyła złoty medal igrzysk śródziemnomorskich oraz stanęła na najwyższym stopniu podium igrzysk solidarności islamskiej. Złota medalistka mistrzostw Algierii.
Rekordy życiowe: bieg na 1500 metrów – 4:14,91 (30 czerwca 2016, Barcelona); bieg na 3000 metrów z przeszkodami – 9:25,90 (17 maja 2017, Baku) rekord Algierii.

## Osiągnięcia
| Rok  | Impreza                          | Miejsce        | Konkurencja                        | Pozycja     | Wynik    |
| ---- | -------------------------------- | -------------- | ---------------------------------- | ----------- | -------- |
| 2009 | Uniwersjada                      | Belgrad        | bieg na 1500 metrów                | eliminacje  | 4:21,98  |
| 2011 | Uniwersjada                      | Shenzhen       | bieg na 1500 metrów                | eliminacje  | 4:33,36  |
| 2011 | Mistrzostwa panarabskie          | Al-Ajn         | bieg na 800 metrów                 | 3. miejsce  | 2:09,53  |
| 2011 | Mistrzostwa panarabskie          | Al-Ajn         | bieg na 1500 metrów                | 3. miejsce  | 4:23,24  |
| 2011 | Igrzyska panarabskie             | Doha           | bieg na 800 metrów                 | 5. miejsce  | 2:15,15  |
| 2011 | Igrzyska panarabskie             | Doha           | bieg na 1500 metrów                | 4. miejsce  | 4:26,61  |
| 2013 | Mistrzostwa panarabskie          | Doha           | bieg na 3000 metrów z przeszkodami | 3. miejsce  | 9:54,79  |
| 2013 | Igrzyska śródziemnomorskie       | Mersin         | bieg na 3000 metrów z przeszkodami | 1. miejsce  | 9:40,71  |
| 2013 | Mistrzostwa świata               | Moskwa         | bieg na 3000 metrów z przeszkodami | eliminacje  | 9:45,50  |
| 2013 | Igrzyska solidarności islamskiej | Palembang      | bieg na 3000 metrów z przeszkodami | 1. miejsce  | 10:05,63 |
| 2015 | Mistrzostwa świata w przełajach  | Guiyang        | bieg seniorek                      | 26. miejsce | 28:40    |
| 2015 | Mistrzostwa świata               | Pekin          | bieg na 3000 metrów z przeszkodami | eliminacje  | 9:36,10  |
| 2015 | Igrzyska afrykańskie             | Brazzaville    | bieg na 3000 metrów z przeszkodami | 7. miejsce  | 10:29,22 |
| 2016 | Igrzyska olimpijskie             | Rio de Janeiro | bieg na 3000 metrów z przeszkodami | eliminacje  | 10:26,91 |
| 2017 | Mistrzostwa świata w przełajach  | Kampala        | bieg seniorek                      | 53. miejsce | 36:46    |
| 2017 | Igrzyska solidarności islamskiej | Baku           | bieg na 1500 metrów                | 3. miejsce  | 4:21,29  |
| 2017 | Igrzyska solidarności islamskiej | Baku           | bieg na 3000 metrów z przeszkodami | 2. miejsce  | 9:25,90  |
| 2017 | Mistrzostwa świata               | Londyn         | bieg na 3000 metrów z przeszkodami | eliminacje  | 9:53,06  |
| 2022 | Igrzyska śródziemnomorskie       | Oran           | bieg na 1500 metrów                | 9. miejsce  | 4:18,55  |
| 2022 | Igrzyska śródziemnomorskie       | Oran           | bieg na 3000 metrów z przeszkodami | 4. miejsce  | 9:37,18  |
| 2023 | Mistrzostwa świata               | Budapeszt      | maraton                            | –           | DNF      |